# Jeff Campbell
Jeffrey Campbell, plus connu sous le nom de Jeff Campbell (né le 25 août 1979 en Nouvelle-Zélande) est un joueur de football international néo-zélandais, qui évolue au poste de milieu de terrain.

## Biographie

### Carrière en sélection
Avec l'équipe de Nouvelle-Zélande, il joue 16 matchs (pour 5 buts inscrits) entre 2000 et 2007. 
Il figure dans le groupe des sélectionnés lors des coupes d'Océanie de 2000, de 2002 et 2008. Il remporte la compétition en 2002 et 2008.
Il joue enfin 4 matchs comptant pour les tours préliminaires de la coupe du monde, lors des éditions 2002 et 2010.

## Palmarès
Nouvelle-Zélande
- Coupe d'Océanie (2) :
  - Vainqueur : 2002 et 2008.
  - Finaliste : 2000.